# William DeHart Hubbard
William DeHart Hubbard (Cincinnati, 25 de novembro de 1903 – Cleveland, 23 de junho de 1976) foi um atleta e campeão olímpico norte-americano, o primeiro negro americano a conquistar uma medalha de ouro num evento individual  em Jogos Olímpicos.
Saltador e velocista, foi campeão olímpico em Paris 1924 no salto em distância, com a marca de 7,44 m. No ano seguinte estabeleceu novo recorde mundial para a prova – 7,89 m – em Chicago e em 1926 igualou o recorde mundial das 100 jardas – 9,6s – em sua cidade natal de Cincinnati.
Em 1927 graduou-se com louvor pela Universidade de Michigan, por onde conquistou três títulos de campeão da National Collegiate Athletic Association, no salto em distância e nas 100 jardas e foi sete vezes campeão da Big Ten Conference, nestas mesmas provas e nas 50 jardas. Em 1979 foi postumamente introduzido no University of Michigan Hall of Honor.